# Bertil Carlsson (kristdemokrat)
Johan Bertil Carlsson, född 12 juli 1925 i Dalhem, Kalmar län, död 28 april 2011 i Mariefreds församling, Södermanlands län, var KDS (nuvarande Kristdemokraternas) partisekreterare 1964–1972 och producerade, de första åren som detta, partitidningen Kristdemokraten. Han var även pastor i pingströrelsen, först på västkusten och senare i Skåne.